# Tord (ruisseau)
Le Tord est un ruisseau français qui coule dans le département de la Dordogne, en région Nouvelle-Aquitaine. C'est un affluent de la Lidoire en rive droite et un sous-affluent de la Dordogne.

## Confusion possible
Ce cours d'eau est un affluent de rive droite de la Lidoire. À quelques kilomètres en aval, il existe un autre ruisseau homonyme, moins long, également affluent de la Lidoire, mais en rive gauche. 

## Géographie
Le Tord prend sa source en Dordogne, dans la forêt du Landais, à 114 mètres d'altitude, sur la commune de Saint-Géraud-de-Corps, au nord-ouest du lieu-dit Maine-Leva.
Il est franchi par le pont de Campredon puis passe sous la route départementale (RD) 13. Il est ensuite successivement franchi par le pont du Lac et par la RD 33 au pont de la Forêt.
Il conflue avec la Lidoire en rive droite, en limite de Saint-Géraud-de-Corps et de Saint-Rémy, un kilomètre au sud du bourg de Saint-Rémy.
Sur quasiment toute sa longueur, son cours marque la limite d'une part entre Saint-Géraud-de-Corps au sud et d'autre part Beaupouyet et Saint-Sauveur-Lalande au nord puis Saint-Rémy à l'ouest.
S'écoulant globalement de l'est-nord-est vers l'ouest-sud-ouest en forêt du Landais, le Tord est long de 11,48 km. Avec un dénivelé de 75 mètres, sa pente moyenne s'établit à 6,53 mètres par kilomètre.

### Communes et département traversés
Le Tord arrose quatre communes du département de la Dordogne,, soit d'amont vers l'aval : Saint-Géraud-de-Corps (source et confluence avec la Lidoire), Beaupouyet, Saint-Sauveur-Lalande et Saint-Rémy (confluence avec la Lidoire)

### Affluents et nombre de Strahler
Le Sandre répertorie deux petits affluents sans nom au Tord, un en rive droite, long de 0,96 km, l'autre en rive gauche, long de 1,33 km.
Ces deux affluents n'ayant aucun affluent, le nombre de Strahler du Tord est de deux.

### Bassin versant
Le bassin versant du Tord est intégralement compris dans une seule zone hydrographique : « La Lidoire de sa source au confluent du Roudier », au sein du bassin DCE beaucoup plus étendu « La Garonne, l'Adour, la Dordogne, la Charente et les cours d'eau côtiers charentais et aquitains ».
Il comprend uniquement les quatre communes arrosées par le Tord.

## Environnement
Le bassin versant du Tord fait partie du bassin de la Dordogne, territoire d'une superficie de 24 000 km2 reconnu réserve de biosphère par l'UNESCO en juillet 2012 et se situe dans sa « zone de transition ».